# Остеогенна саркома
Остеогенна саркома, також остеосаркома — злоякісна пухлина, що походить з власне кісткової тканини, за гістологічною будовою поділяється на остеогенну саркому, хондросаркому, фіброміксосаркому, міксосаркому, міксохондросаркому тощо. Остеогенна саркома містить маси диференційованої міжклітинної речовини, завжди є поодинокою, що важливо з точки зору диференціації. Характерним є швидкий, постійно прогресуючий ріст, постійний самовільний біль в зоні ураження, гіпертермія, гематогенне метастазування переважно в легені.

## Форми захворювання
Розрізняють остеобластичну, остеолітичну та змішану форму захворювання.
Переважає остеолітична форма, для якої характерне вогнище розплавлення кістки з нечіткими та нерівними контурами, що дуже швидко збільшується в розмірах у всіх напрямках, у нижній щелепі може давати симптом «піднятого дашка», часто поширюється на оточуючі м'які тканини, тобто справжні розміри пухлини значно більші, ніж рентгенологічно діагностовані. З прогностичної точки зору дуже несприятливим є патологічний перелом.
Остеобластична форма зустрічається рідко, переважно у дітей, характеризується неправильної форми вогнищами склероза, розташованими у товщі кістки чи ближче до кортикального шару, який спочатку вибухає, а потім зникає. Ця форма ще більш злоякісна, ніж попередня, досить часто супроводжується голчастим («муфтоподібним») періостозом.
Для змішаної форми характерні обидва типи рентгенологічних змін, зустрічається вона найрідше.
Диференціювати слід з обмеженим хронічним остеомієлітом, еозинофільною гранульомою, субперіостальною гемангіомою, лімфангіоендотеліомою (пухлиною Юінга).
З інших форм саркоми, крім остеогенної, слід виділити хондросаркому з причини її специфічної локалізації (суглобовий паросток нижньої щелепи), типу кісткової перебудови (остеоліз з множинними вкрапленнями вапна), типовою періостальною реакцією (осифікуючий періостоз), втягненням в патологічний процес скронево-нижньощелепового суглоба.